# Seven Samurai 20XX
Seven Samurai 20XX est un jeu vidéo pour PlayStation 2, développé par Dimps et édité en 2004 par Sammy Studios. Le concept s'inspire librement, en l'adaptant à un univers futuriste, de l'histoire des Sept Samouraïs, film japonais d'Akira Kurosawa sorti en 1954, auquel le titre fait explicitement référence. Les personnages du jeu vidéo ont été créés par Mœbius et la musique originale composée par Ryuichi Sakamoto.

## Accueil
- Jeuxvideo.com : 11/20[2]